# Tía Juana
Tía Juana es la capital del municipio Simón Bolívar en el Estado Zulia, Venezuela. Su fundación se le atribuye significativamente a la empresa Shell (previamente conocida como Royal Dutch Shell), iniciando como proyectos de residencia a trabajadores de campos petroleros. Asemejándose al resto del país, la economía de Tía Juana es basada en el petróleo, la revista Oil & Gas Journal reconoció su emblemático crudo de referencia, Tia Juana Light, en 1983 como parte de su Guía para Exportar Crudos de los 80. La población debe su nombre a Doña Juana Villasmil. 

## Historia
Antes de su formación, se conocía localmente como el Hato "Tía Juana" propiedad de los esposos Romero Villasmil. Este fue expropiado por el gobierno de Juan Vicente Gómez en 1928 para otorgar una concesión a las compañías petroleras. La compañía Shell construyó el muro de contención y los campos de habitación para sus trabajadores, los cuales fueron heredados por Maraven (1976) y PDVSA (1996). 
Al conseguir las tierras, la empresa Shell optó por conservar el histórico nombre de Tía Juana, o Campo Petrolífero Tía Juana.
La bandera del Municipio Simón Bolívar lleva una rosa en honor a Juana Villasmil, en reminiscencia del Hato "La Rosa" de su propiedad.

## Toponimia
Tía Juana toma su nombre de Juana Villasmil, una mujer reconocida por su bondad y alto aprecio entre la población local. Fue una figura destacada en la comunidad y se le atribuye la fundación de la Iglesia Católica en Cabimas. Su legado de generosidad y compromiso social dejó una huella profunda, al punto de dar nombre a esta importante localidad petrolera.

## Ubicación
Se encuentra directamente entre Ciudad Ojeda y Cabimas, carretera E (norte), y H (sur). Conectando entre el lago de Maracaibo (oeste) y Sábana de Plata (este).

## Zona Residencial
Posee diferentes urbanizaciones. Su estructura actual es estrictamente residencial y empresarial.  
A diferencia de sus ciudades vecinas, Tía Juana no tiene centros comerciales, hoteles ni infraestructuras similares por el momento.  

## Muro de Contención
Tía Juana está separada del Lago de Maracaibo gracias a un muro de contención construido por Shell para secar las lagunas naturales, sin embargo, con el paso del tiempo la producción industrial ha causado la subsidencia del suelo, por lo que se actualmente se encuentra enteramente bajo el nivel del mar, volviendo a la ciudad susceptible al cambio climático por el crecimiento de los niveles del mar.

## Sectores
- Las Palmas
- Campo Altamira
- Campo Buenos Aires
- Campo El Prado
- Campo Las Brisas
- Campo La Ceiba
- Campo Miralago
- Campo Miramontes
- Campo San Mateo
- Campo Venezuela
- Campo Verde
- Campo Delicias
- Campo Alegre
- El Porvenir
- Ezequiel Zamora

## Relieve
El relieve es principalmente llano, el terreno eran sabanas y lagunas que fueron secadas para dar paso a la población.

## Clima
El clima es cálido con temperaturas mínimas de 24° a 26° y máximas de 32 a 36°, la precipitación llega hasta los 500 mm.
| Parámetros climáticos promedio de Tía Juana, Venezuela | Parámetros climáticos promedio de Tía Juana, Venezuela | Parámetros climáticos promedio de Tía Juana, Venezuela | Parámetros climáticos promedio de Tía Juana, Venezuela | Parámetros climáticos promedio de Tía Juana, Venezuela | Parámetros climáticos promedio de Tía Juana, Venezuela | Parámetros climáticos promedio de Tía Juana, Venezuela | Parámetros climáticos promedio de Tía Juana, Venezuela | Parámetros climáticos promedio de Tía Juana, Venezuela | Parámetros climáticos promedio de Tía Juana, Venezuela | Parámetros climáticos promedio de Tía Juana, Venezuela | Parámetros climáticos promedio de Tía Juana, Venezuela | Parámetros climáticos promedio de Tía Juana, Venezuela | Parámetros climáticos promedio de Tía Juana, Venezuela |
| Mes                                                    | Ene.                                                   | Feb.                                                   | Mar.                                                   | Abr.                                                   | May.                                                   | Jun.                                                   | Jul.                                                   | Ago.                                                   | Sep.                                                   | Oct.                                                   | Nov.                                                   | Dic.                                                   | Anual                                                  |
| ------------------------------------------------------ | ------------------------------------------------------ | ------------------------------------------------------ | ------------------------------------------------------ | ------------------------------------------------------ | ------------------------------------------------------ | ------------------------------------------------------ | ------------------------------------------------------ | ------------------------------------------------------ | ------------------------------------------------------ | ------------------------------------------------------ | ------------------------------------------------------ | ------------------------------------------------------ | ------------------------------------------------------ |
| Temp. máx. media (°C)                                  | 31                                                     | 32                                                     | 34                                                     | 36                                                     | 35                                                     | 34                                                     | 36                                                     | 35                                                     | 34                                                     | 33                                                     | 33                                                     | 32                                                     | 33.8                                                   |
| Temp. mín. media (°C)                                  | 21                                                     | 21                                                     | 24                                                     | 26                                                     | 25                                                     | 24                                                     | 25                                                     | 24                                                     | 24                                                     | 23                                                     | 22                                                     | 21                                                     | 23.3                                                   |
| Precipitación total (mm)                               | 16.5                                                   | 17.8                                                   | 27.7                                                   | 29.0                                                   | 20.1                                                   | 30.7                                                   | 36.2                                                   | 50.6                                                   | 62.3                                                   | 89.5                                                   | 45.8                                                   | 19.0                                                   | 445.2                                                  |
| Días de lluvias (≥ 1 mm)                               | 6                                                      | 7                                                      | 7                                                      | 6                                                      | 9                                                      | 10                                                     | 12                                                     | 12                                                     | 11                                                     | 11                                                     | 7                                                      | 6                                                      | 104                                                    |
| Horas de sol                                           | 290.2                                                  | 254.0                                                  | 252.5                                                  | 211.0                                                  | 201.0                                                  | 224.9                                                  | 271.3                                                  | 246.0                                                  | 204.8                                                  | 197.7                                                  | 211.5                                                  | 243.2                                                  | 2808.1                                                 |
| Humedad relativa (%)                                   | 49                                                     | 51                                                     | 52                                                     | 59                                                     | 62                                                     | 75                                                     | 79                                                     | 81                                                     | 85                                                     | 85                                                     | 69                                                     | 59                                                     | 67.2                                                   |
| [cita requerida]                                       |                                                        |                                                        |                                                        |                                                        |                                                        |                                                        |                                                        |                                                        |                                                        |                                                        |                                                        |                                                        |                                                        |

## Sitios de Referencia
- ASADOS EL CATIRE
- ALMACEN LAS PALMAS
- Plaza Bolívar.
- La Pasarela de Tía Juana.
- Club Santa Inés, formalmente conocido como Tía Juana Country Club.